# ノースダコタ時間

ノースダコタ州の時間帯
全体で山岳部標準時・夏時間を用いている郡
一部が山岳部標準時・夏時間を用いている郡
全体で中部標準時・夏時間を用いている郡

ノースダコタ時間（ノースダコタじかん）ではノースダコタ州で使用されている時間帯について記す。ノースダコタ州では2つのタイムゾーンが使用されている。いずれの地域でも夏時間が実施されている。州の南西部では山岳部時間（UTC-7、夏時間:UTC-6）が使用されている。具体的な地域を以下に示す。
- ボウマン郡
- アダムズ郡
- スロープ郡
- ヘッティンガー郡
- グラント郡
- スターク郡
- ビリングス郡
- ゴールデンバレー郡
- スー郡南西部
- ダン郡南部
- マッケンジー郡南部

上記以外の地域では中部時間（UTC-6、夏時間:UTC-5）が使用されている。

## tz database
IANAのtz databaseには、ノースダコタ州の標準時は下記のように含まれている。
| 国名コード | 座標            | タイムゾーン                   | コメント                                  | 標準時 | 夏時間 | 備考 |
| ---------- | --------------- | ------------------------------ | ----------------------------------------- | ------ | ------ | ---- |
| US         | +415100−0873900 | America/Chicago                | 中部時間（ほとんどの地域）                | −06:00 | −05:00 |      |
| US         | +394421−1045903 | America/Denver                 | 山岳部時間（ほとんどの地域）              | −07:00 | −06:00 |      |
| US         | +471551−1014640 | America/North_Dakota/Beulah    | 中部時間 - ノースダコタ（マーサー）       | −06:00 | −05:00 |      |
| US         | +470659−1011757 | America/North_Dakota/Center    | 中部時間 - ノースダコタ（オリバー）       | −06:00 | −05:00 |      |
| US         | +465042−1012439 | America/North_Dakota/New_Salem | 中部時間 - ノースダコタ（モートン農村部） | −06:00 | −05:00 |      |